# Hr.Ms. Banckert (1929)
Hr.Ms. Banckert – holenderski niszczyciel z okresu międzywojennego i II wojny światowej, typu Admiralen. Nosił znak burtowy BK. Służył na wodach Holenderskich Indii Wschodnich, został zatopiony w Surabai 2 marca 1942. Podniesiony przez Japończyków, miał być wcielony do służby jako okręt patrolowy P 106, lecz nie osiągnął gotowości. Po wojnie zatopiony jako okręt-cel.

## Budowa i opis
„Banckert” należał do standardowych holenderskich niszczycieli z okresu międzywojennego, budowanych według projektu brytyjskiego i określanych jako typ Admiralen (admirałowie). Był jedną z czterech jednostek drugiej zmodyfikowanej serii typu Admiralen, określanej też jako typ Van Galen. Budowany był w stoczni Burgerhout's Scheepswerf en Machinefabriek w Rotterdamie. Położenie stępki miało miejsce 15 sierpnia 1928 (wraz z bliźniaczym „Van Nes”), wodowanie 14 listopada 1929, a okręt wszedł do służby 14 listopada 1930 roku. Nazwa okrętu pochodziła od kilku holenderskich oficerów marynarki, w tym admirała Adriaena Banckerta (1615–1684).
Okręty typu Admiralen były typowymi niszczycielami średniej wielkości okresu międzywojennego. Ich kadłub miał podniesiony pokład dziobowy na ok. 1/3 długości, sylwetka była dwukominowa. Uzbrojenie główne drugiej serii składało się z 4 pojedynczych dział kalibru 120 mm Bofors L/50 No.5, umieszczonych po dwa na dziobie i rufie w superpozycji. Uzbrojenie przeciwlotnicze średniego kalibru składało się z jednego działa 75 mm na śródokręciu, między kominami. W drugiej serii wzmocniono uzbrojenie małokalibrowe, które stanowiły 4 działka automatyczne 40 mm Vickers i 4 wkm-y 12,7 mm Browning. Uzbrojenie torpedowe, przeciętne dla tej klasy okrętów, stanowiło sześć wyrzutni torped kalibru 533 mm w dwóch potrójnych aparatach. Uzbrojenie przeciw okrętom podwodnym stanowiły 4 miotacze bomb głębinowych, z zapasem 3 bomb na każdy. Unikalną cechą wśród okrętów tej klasy była możliwość przenoszenia wodnosamolotu zwiadowczego Fokker C.VII-W, stawianego na wodę za pomocą dźwigu, jednakże przenoszenie go nie było praktyczne i do początku wojny wodnosamoloty zdjęto.
Napęd niszczycieli stanowiły 2 turbiny parowe systemu Parsonsa o mocy 31 000 KM, umieszczone we wspólnej maszynowni, napędzające 2 śruby. Zasilane były w parę przez 3 kotły parowe Yarrow, umieszczone w dwóch kotłowniach. Prędkość maksymalna wynosiła 34 węzły (podczas prób, przy przeciążaniu siłowni, niszczyciel "Piet Hein" osiągnął 36,1 w).

## Służba
Po wejściu do służby, „Banckert” służył początkowo na wodach Holandii. 14 grudnia 1933 r. wypłynął wraz z niszczycielem „Van Nes” w celu przebazowania do Holenderskich Indii Wschodnich, płynąc przez Kanał Sueski i 25 stycznia 1934 dotarł na miejsce, do Sabangu. Do wybuchu II wojny światowej operował na wodach Holenderskich Indii Wschodnich.
Po niemieckim ataku na Holandię w maju 1940, skutkującym przystąpieniem jej do wojny, „Banckert” brał udział w eskortowaniu alianckich transportów na Oceanie Indyjskim. Po przystąpieniu Japonii do wojny w grudniu 1941 i jej ataku na wyspy Archipelagu Malajskiego, działał głównie na Morzu Jawajskim. W składzie międzynarodowych alianckich sił ABDA wziął udział w akcji przeciw japońskim siłom desantowym pod Palembangiem 14/15 lutego 1942, podczas której nie doszło do przechwycenia Japończyków, a zespół był atakowany nieskutecznie 15 lutego przez japońskie lotnictwo, co spowodowało przerwanie akcji.
24 lutego 1942 r. podczas tankowania paliwa w Surabai „Banckert” został uszkodzony japońską bombą lotniczą, która wybuchła obok jego rufy. Został wprowadzony tego samego dnia do doku w Surabai w celu napraw, lecz 28 lutego został ponownie uszkodzony w doku przez japońskie lotnictwo. W związku z postępami wojsk japońskich, 2 marca 1942 r. okręt został samozatopiony, przy tym wysadzono bramę doku.
W późniejszym czasie „Banckert” został podniesiony przez Japończyków, którzy rozpoczęli długo trwający remont okrętu. 20 kwietnia 1944 r. wszedł w skład Cesarskiej Marynarki Japonii jako okręt patrolowy P nr 106, ale mimo to nie ukończono jego remontu (niektóre publikacje podają numer 16). W nowej roli miał mieć uzbrojenie składające się z dwóch dział przeciwlotniczych kalibru 76,2 mm (nominalnie 8 cm), 12 działek przeciwlotniczych 25 mm Typ 96 i 24 bomb głębinowych oraz miał przenosić dwa kutry desantowe Daihatsu. Maszyny były zdolne do rozwijania prędkości 26 w. W sierpniu 1945 po wyzwoleniu Surabai został odnaleziony i przejęty przez marynarkę holenderską, jednakże nie przywrócono go do służby i został zatopiony jako okręt-cel w cieśninie Madura we wrześniu 1949 roku.